# Podoctomma javanum
Podoctomma javanum – gatunek kosarza z podrzędu Laniatores i rodziny Podoctidae. Jedyny znany przedstawiciel monotypowego rodzaju Podoctomma.

## Występowanie
Gatunek endemiczny dla Jawy.